# Jonathan Filewich
Jonathan Filewich (né le 2 octobre 1984 à Kelowna, dans la province de la Colombie-Britannique au Canada) est un joueur professionnel retraité de hockey sur glace canado croate.

## Carrière
Après avoir débuté dans l'équipe de Sherwood Park, il joue trois matchs en 1990 pour les Cougars de Prince George de la Ligue de hockey de l'Ouest, ligue junior dépendant de la Ligue canadienne de hockey. Il participe en 2003 au repêchage d'entrée dans la Ligue nationale de hockey et est choisi par les Penguins de Pittsburgh en tant que 70e joueur lors de la troisième ronde. Il est le troisième joueur choisi par les Penguins derrière Marc-André Fleury et Ryan Stone. Il ne commence pas dans la LNH mais continue jusqu'en 2004 avec les Cougars. Il joue sa dernière saison en 2004-2005 dans la LHOu avec les Hurricanes de Lethbridge puis rejoint en 2005-2006, les Penguins de Wilkes-Barre/Scranton de la Ligue américaine de hockey.
Au cours de la saison 2007-2008, il est appelé pour jouer au sein l'effectif des Penguins dans la LNH, à la suite des blessures de Sidney Crosby et Adam Hall. En décembre 2008, alors qu'il évolue dans la LAH pour les Penguins de WBS, il est échangé aux Blues de Saint-Louis en retour d'un choix de sixième ronde en 2010. Il passe la saison dans la LAH avec les Rivermen de Peoria puis rejoint la saison suivante l'EC Red Bull Salzbourg en Autriche. L'équipe remporte la coupe continentale 2010.

## Statistiques de carrière
| Saison    | Équipe                   | Ligue |    | Saison régulière | Saison régulière | Saison régulière | Saison régulière | Saison régulière |   | Séries éliminatoires | Séries éliminatoires | Séries éliminatoires | Séries éliminatoires | Séries éliminatoires |
| Saison    | Équipe                   | Ligue | PJ | B                | A                | Pts              | Pun              | PJ               | B | A                    | Pts                  | Pun                  |                      |                      |
| 1999-2000 | Cougars de Prince George | LHOu  | 3  | 0                | 0                | 0                | 2                | -                | - | -                    | -                    | -                    |                      |                      |
| 2000-2001 | Cougars de Prince George | LHOu  | 61 | 9                | 16               | 25               | 32               | -                | - | -                    | -                    | -                    |                      |                      |
| 2001-2002 | Cougars de Prince George | LHOu  | 66 | 13               | 19               | 32               | 23               | 7                | 2 | 0                    | 2                    | 2                    |                      |                      |
| 2002-2003 | Cougars de Prince George | LHOu  | 51 | 27               | 27               | 54               | 45               | 5                | 1 | 1                    | 2                    | 2                    |                      |                      |
| 2003-2004 | Cougars de Prince George | LHOu  | 72 | 30               | 25               | 55               | 52               | -                | - | -                    | -                    | -                    |                      |                      |
| 2004-2005 | Hurricanes de Lethbridge | LHOu  | 68 | 42               | 38               | 80               | 26               | 5                | 1 | 1                    | 2                    | 2                    |                      |                      |
| 2005-2006 | Penguins de WBS          | LAH   | 73 | 22               | 14               | 36               | 40               | 11               | 6 | 4                    | 10                   | 6                    |                      |                      |
| 2006-2007 | Penguins de WBS          | LAH   | 80 | 30               | 26               | 56               | 38               | 11               | 4 | 2                    | 6                    | 8                    |                      |                      |
| 2007-2008 | Penguins de WBS          | LAH   | 71 | 10               | 21               | 31               | 44               | 13               | 1 | 2                    | 3                    | 2                    |                      |                      |
| 2007-2008 | Penguins de Pittsburgh   | LNH   | 5  | 0                | 0                | 0                | 0                | -                | - | -                    | -                    | -                    |                      |                      |
| 2008-2009 | Penguins de WBS          | LAH   | 19 | 2                | 2                | 4                | 6                | -                | - | -                    | -                    | -                    |                      |                      |
| 2008-2009 | Rivermen de Peoria       | LAH   | 49 | 5                | 10               | 15               | 12               | 7                | 1 | 2                    | 3                    | 6                    |                      |                      |
| 2009-2010 | EC Red Bull Salzbourg    | EBEL  | 45 | 11               | 21               | 32               | 28               | 18               | 4 | 1                    | 5                    | 14                   |                      |                      |
| 2009-2010 | EC Red Bull Salzbourg    | CC    | 3  | 2                | 0                | 2                | 0                | -                | - | -                    | -                    | -                    |                      |                      |
| 2010-2011 | KHL Medveščak            | EBEL  | 44 | 13               | 10               | 23               | 26               | 4                | 1 | 0                    | 1                    | 12                   |                      |                      |